# Johann Christoph Kridel
Johann Christoph Kridel (* 9. Dezember 1672 in Rumburk, Leitmeritzer Kreis; † 2. Juli 1733 ebenda) war ein Organist, Musikpädagoge, Dichter und Komponist der Barockzeit aus dem böhmisch-lausitzer Grenzgebiet.

## Leben

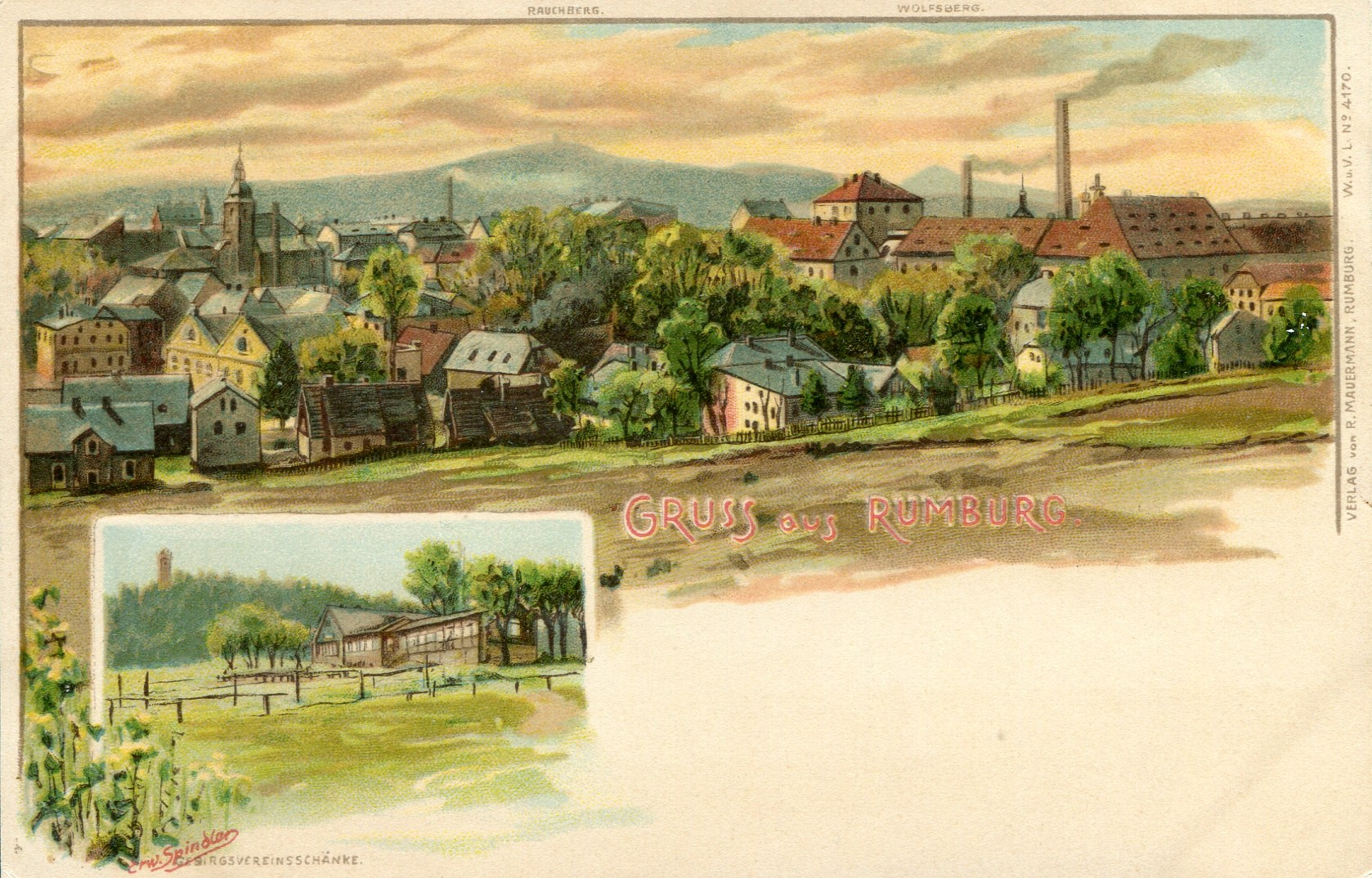
Rumburg auf einer Ansichtskarte aus der Zeit zwischen 1860 und 1926.

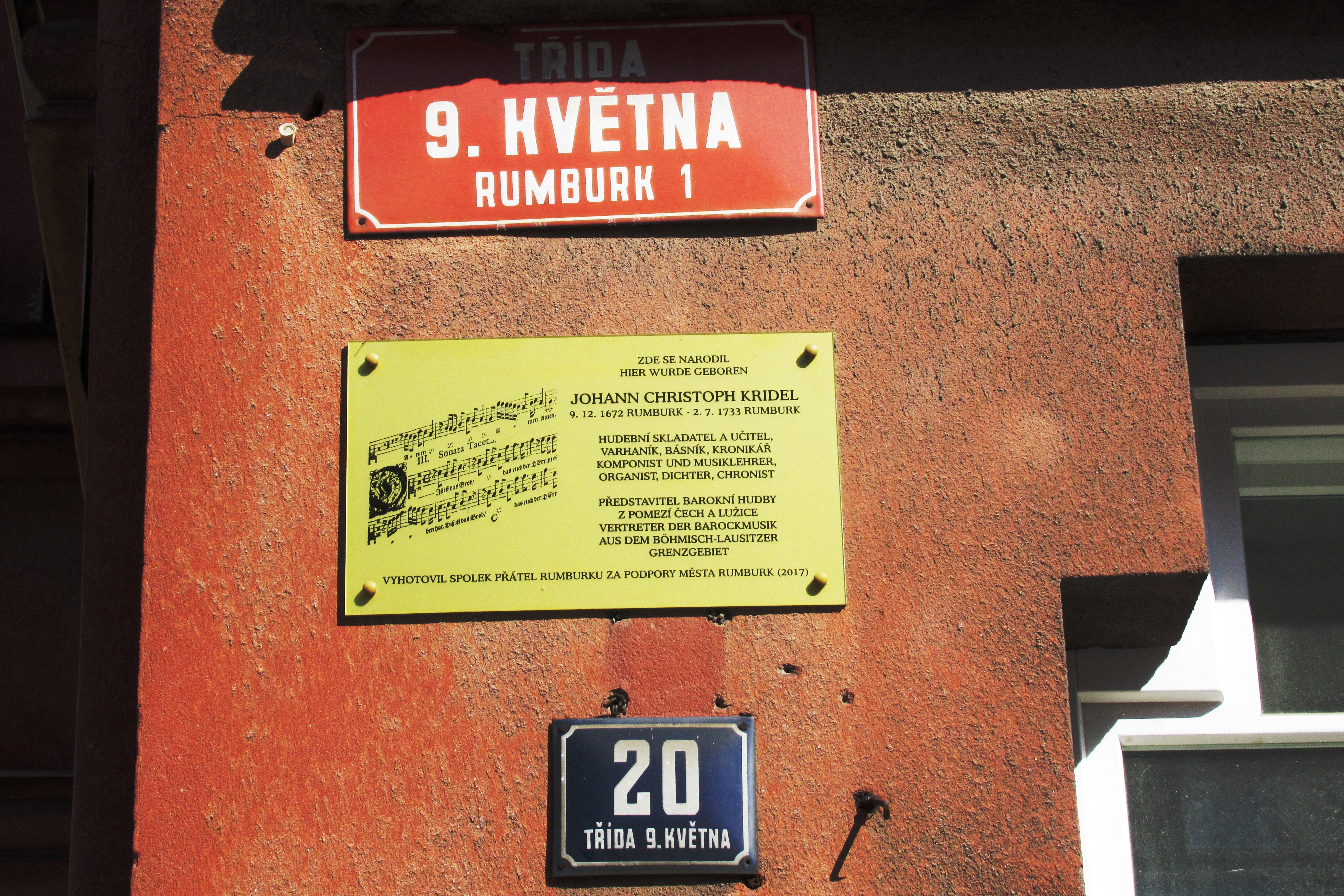
Gedenktafel am Geburtshaus in Rumburg

Johann Christoph Kridel wurde als Sohn des Tuchmachers und Stadtratsmitglieds Johann Georg Kridel (1647–1694) im nordböhmischen Rumburk (deutsch: Rumburg) geboren. In seinen Schriften verwendete er später auch die Schreibweisen Kriedell, Kriedel oder Kridell, in der Musikgeschichte setzte sich jedoch die Form Kridel durch, wie sie in seiner 1706 veröffentlichten Kantatensammlung erscheint. Kridels Taufpate war Johann Berenfelder, Rektor der örtlichen Schule, an der auch der Organist und Chorregent Moritz Schneider Musik unterrichtete. Hier dürfte Kridel seine musikalische Grundausbildung erhalten haben.
Von 1685 bis 1690 besuchte er vermutlich das Jesuitenkolleg Clementinum auf der Prager Kleinseite, bevor er in Jitschin und in Prag als Praeceptor (Hilfslehrer) unterrichtete und an mehreren Kirchen als Organist tätig war. Den Titel eines Kantors führte er offenbar nicht. Nach dem Tod seines Vaters kehrte er 1694 in seine Heimatstadt zurück und übernahm die Organistenstelle an der Pfarrkirche St. Bartholomäus. Zwei Jahre lang unterrichtete er auf Schloss Rumburk die Gräfin Caroline von Hessen-Rotenburg (1714–1741) im Clavichordspiel.
Am 2. Februar 1697 heiratete er Anna Theresia Kirchner, die Tochter des Baders und Bürgermeisters Peter Kirchner aus dem nahegelegen Šluknov (Schluckenau). Durch die Heirat erhielt Kridel eine beträchtliche Mitgift, die es ihm zusammen mit dem Erbe seines Vaters ermöglichte, ein Eckhaus in der Klostergasse 20 in Rumburk zu erwerben, an dessen Stelle später das Kaffeehaus Henke errichtet wurde. Eine Gedenktafel am Gebäude erinnert an den früheren Besitzer. Aus der Ehe gingen elf Kinder hervor, von denen jedoch nur sechs das Kindesalter überlebten.
Im Jahr 1703 begann Kridel mit der Niederschrift seiner Memorabilia Kriedeliana aliaque Rumburgensia (Kridels Erinnerungen und andere Denkwürdigkeiten aus Rumburk), einer Sammlung von Betrachtungen, Reden, Festgedichten sowie privaten Notizen. Außerdem verfasste er kürzere musiktheoretische Abhandlungen. Im Jahr 1706 gab er seine Arien-Sammlung Neu-Eröffnetes Blumen-Gärtlein heraus. Als der englische Unternehmer Robert Allason, Gründer einer Textilmanufaktur in Rumburk, am 5. April 1720 in ein Haus in der Vorstadt einzog, komponierte Kridel die feierliche Arie Glücklicher Ein Zug Des Hoch Edlen und Hochfürnehmen Roberti Allason.
Johann Christoph Kridel starb im Alter von 61 Jahren in seiner Heimatstadt. Kurz vor seinem Tod verfasste er für sich selbst die folgende Grabinschrift:

“Organa qui multis Rumburgi hic luserat annis, Hic iacet et patrio pausat in hoc tumulo. Servivit Patriae; modulamina musica fecit Multa notasque illas, Cantor amice, canas. Cantantem te, si posset, simul ipse iuvaret, Laudaret Dominum, post sua fata, Deum. Sed modo cum taceat cupiatque in pace quietem, Hanc ipsi exoptes per pia vota. Vale!”

„Hier in seinem Grab liegt und ruht er, der viele Jahre lang über die Orgel in Rumburk herrschte. Er diente Gott, seinem Land und vor allem den Melodien, die er zahlreich komponierte. Sing sie dir vor, mein Sangesfreund. Hier in seinem Grab hält er inne, der dich gerne auf der Orgel oder dem Spinett begleitet hätte. Doch er ist zum ewigen Frieden und zur ewigen Ruhe gegangen. Lebe wohl!“

## Schriften und Kompositionen

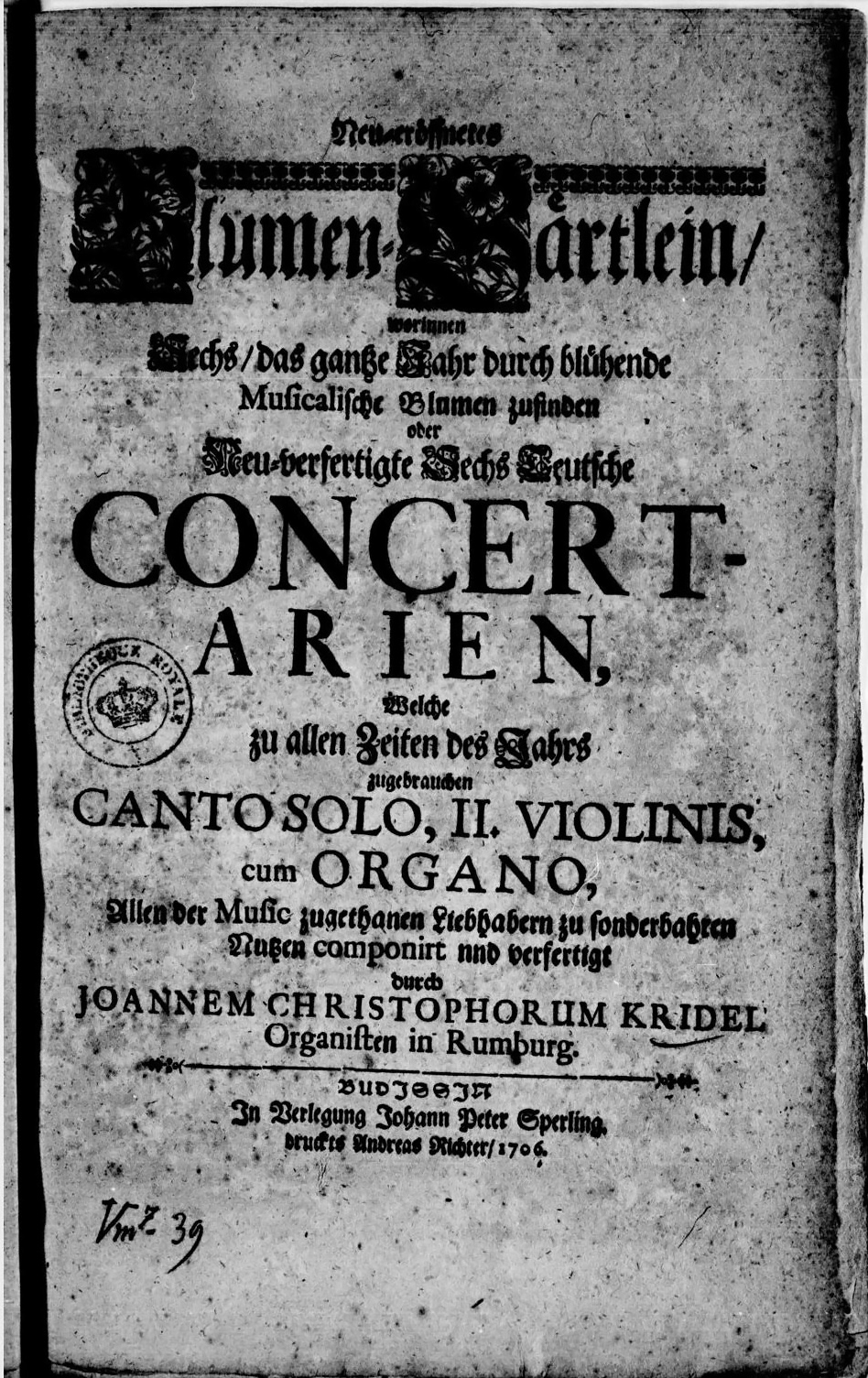
Titelblatt der Ariensammlung Neu-Eröffnetes Blumen-Gärtlein, Budyšin 1706

An Schriften Kridels sind zum einen die bereits erwähnten Memorabilia Kriedliana aliaque Rumburgensia bekannt. Diese vielfältige Sammlung in deutscher und lateinischer Sprache enthält Aufzeichnungen zur Stadtgeschichte von Rumburk, Reden zu verschiedenen Anlässen, Festgedichte für angesehene Persönlichkeiten sowie private Eintragungen, die teilweise in Gedichtform verfasst sind.
Zum anderen sind die Titel von drei kürzeren musiktheoretischen Schriften überliefert, deren Manuskripte jedoch nicht erhalten geblieben sind:
- Musikalische Principia oder Gründliche und Höchstnöthige Anfänge zur Musica
- Componier Kunst durch Zieffern = Wie man einen schlechten Contrapunkt gantz Leicht componieren kan
- Neu erfundene Transponier Kunst = eine jede Sache ganz Leicht aus einem Clavis in den andern Transponieren, und zwar mechanisch mittels eines von Kridel gezeichneten Apparates

Der Text der Arie Glücklicher Ein Zug Des Hoch Edlen und Hochfürnehmen Roberti Allason mit zwölf Strophen ist erhalten geblieben.
In den Memorabilia Kriedliana werden auch einige Kompositionen Kridels erwähnt, darunter vier Antiphone, eine Vespersammlung, eine Ariensammlung und einige Messen. Diese Kompositionen sind nicht erhalten geblieben.
Die einzige erhaltene Komposition von Johann Christoph Kridel ist eine Sammlung von sechs Konzertarien mit deutschen Texten des Komponisten unter dem Titel Neu-Eröffnetes Blumen-Gärtlein, die er 1706 in Bautzen (obersorbisch Budyšin) drucken ließ. Die Sammlung besteht aus sechs kurzen Kantaten: Von dir o Gott, Mein Jesus mich vergnügt, Dies ist das Brot, Erlaube mir, Wie mein Gott will, Mit ganz zerknirschtem Herzen. Jede Kantate endet mit einer Arie auf das Wort „Amen“ und einer für Kridel typischen Koloratur.